# Марио Загало
Марио Жорже Лобо Загало (порт. Mário Jorge Lobo Zagallo; Аталаја, 9. август 1931 — Рио де Жанеиро, 5. јануар 2024) је био бразилски фудбалер и тренер.

## Биографија
Каријеру је започео 1948. године у млађим категоријама клуба Америка из Рио де Жанеира. Касније је играо за велике бразилске клубове Фламенго и Ботафого.
Освојио је Светско првенство као играч у репрезентацији Бразила 1958. и 1962. Укупно је играо 33 пута за бразилску репрезентацију између 1958. и 1964. године.
Загало је освојио Светско првенство као главни тренер (1970) и као помоћник главног тренера (1994), оба пута са фудбалском репрезентацијом Бразила. Био је прва особа која је освојила Светско првенство и као играч и као тренер. Освојивши Светско првенство 1970. у 38. години, постао је и други најмлађи тренер који је узео титулу након Алберта Супиција (тренер репрезентације Уругваја који је ту титулу освојио 1930, а Супици је у то време имао само 31 годину).
Био је ожењен Алзином де Кастро од 13. јануара 1955. до њене смрти 5. новембра 2012. Имали су четворо деце.

## Трофеји

### Играч
Ботафого
- Турнир Рио-Сао Паоло: 1962, 1964.
- Лига Кариока: 1961, 1962.

Репрезентација
- Светско првенство (2): 1958, 1962.

### Тренер
Репрезентација
- Светско првенство: 1970.
- Куп конфедерација: 1997.
- Копа Америка: 1997.

Ботафого
- Лига Кариока: 1967, 1968.
- Куп Гуанабара: 1967, 1968.

### Индивидуални
- 9 место најбољих тренера у историји фудбала по часопису World Soccer: 2013.[5][6]